# Ljubimaja devuška
Ljubimaja devuška (Любимая девушка) è un film del 1940 diretto da Ivan Aleksandrovič Pyr'ev.